# Mullinville (Kansas)
Pour les articles homonymes, voir Mullinville.
Mullinville est une ville américaine située dans le comté de Kiowa, au Kansas. Selon le recensement de 2020, sa population est de 197 habitants.